# گلادیس وست
گلادیس وست (انگلیسی: Gladys West؛ زادهٔ ۱۹۳۰ (۹۴–۹۵ سال)) ریاضی‌دان اهل ایالات متحده آمریکا است. وی همچنین برندهٔ جوایزی همچون ۱۰۰ زن بی‌بی‌سی شده‌است. او که به خاطر کمک به مدلسازی ریاضی شکل زمین مشهور است و کار او بر روی توسعه مدل‌های ژئودزی ماهواره‌ای است که در نهایت در سیستم موقعیت‌یابی جهانی (gps) ادغام شدند.